# Mostafa Mohaghegh Damad

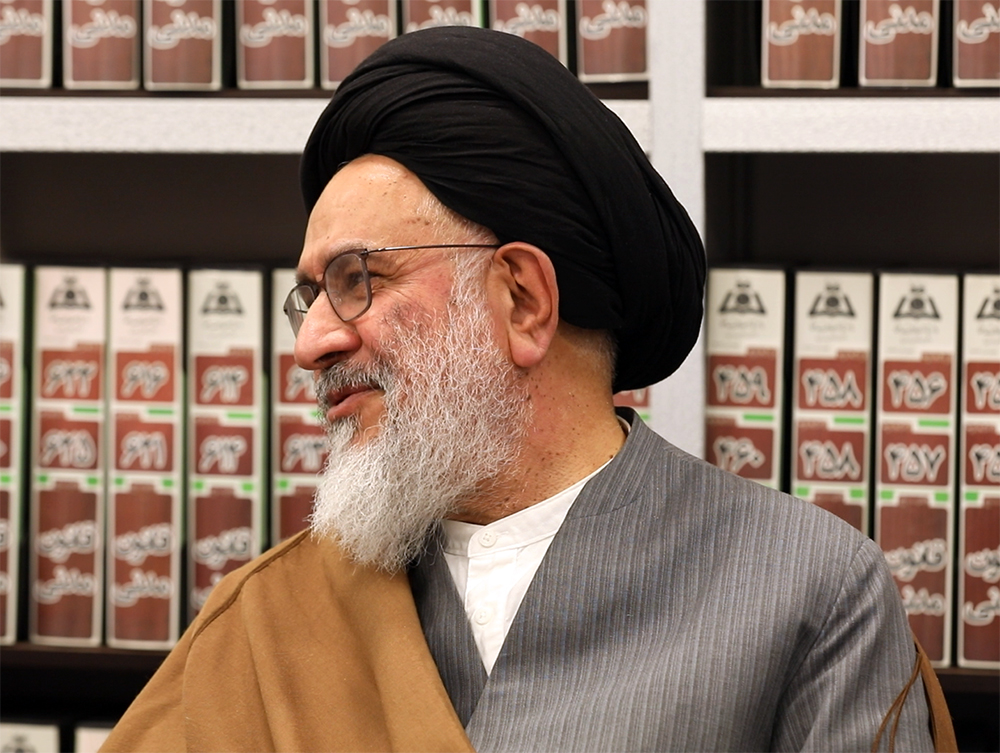
Mostafa Mohaghegh Damad (2019)

Seyyed Mostafa Mohaghegh Damad (persisch سید مصطفی محقق داماد; geboren 1945 in Ghom, Iran) ist ein iranischer islamischer Geistlicher, Ajatollah, Jurist und Universitätsprofessor. Er ist Dekan des Fachbereichs für Islamische Studien der Akademie der Wissenschaften des Iran. Er ist Professor für islamisches Recht und Philosophie an der Universität Teheran und Mitglied der Iranischen Akademie der Wissenschaften. Er ist ein ehemaliger Generalinspekteur des Iran.
Er war einer der 138 Unterzeichner des offenen Briefes Ein gemeinsames Wort zwischen Uns und Euch (englisch A Common Word Between Us & You), den Persönlichkeiten des Islam an „Führer christlicher Kirchen überall“ (engl. "Leaders of Christian Churches, everywhere …") sandten (13. Oktober 2007).